# Jürgen Knubben
Jürgen Knubben (Rottweil, 19 maart 1955) is een Duitse beeldhouwer.

## Leven en werk
Knubben studeerde van 1977 tot 1982 theologie aan de Eberhard-Karls-Universiteit Tübingen in Tübingen. Daarnaast was hij al vanaf 1973 als kunstenaar werkzaam en hij werkte in de ateliers van de beeldhouwers Erich Hauser, Romuald Hengstler en Franz Bucher. Sinds 1982 is hij docent theologie en kunstpedagoog; zo was hij in Taiwan in 2006 gastdocent aan de National Taiwan University. In de regio Zuid-Duitsland is Knubben initiator, organisator en deelnemer aan diverse kunstprojecten. In 1994 kreeg hij de Volker-Hinniger-Preis van de stad Bamberg en in 2007 de Kultur-Preis der Stadt Rottweil.
Knubben woont en werkt in Rottweil in de deelstaat Baden-Württemberg.

## Werken (selectie)
- Skulptur, bij het Kunstmuseum Hohenkarpfen in Hausen ob Verena
- Zwei Stahllinsen, ein schräger Turm und fünf Geoden[1](1997/2002), bijdrage aan het beeldenpark Il Giardino di Daniel Spoerri van de Zwitserse kunstenaar Daniel Spoerri in Seggiano (Toscane)
- Linse (2002), beeldenpark KUNSTdünger Rottweil in Rottweil
- Doppelturm schräg (2005), Wasserschloss Glatt in Sulz-Glatt
- Buch der Erinnerungen(2007), een monument dat herinnert aan de 308 dwangarbeiders (waaronder enkele Nederlanders), die in de Nazitijd zijn gestorven in het concentratiekamp Arbeitserziehungslager Oberndorf-Aistaig, bij de Arbeitseinsatz in de wapenfabriek van Mauser. Het Mahnmal werd onthuld in Oberndorf am Neckar op 27 januari 2007 (Holocaust Gedenktag)[2].
- Schiff II (2008), Wasserschloss Glatt
- 2 Pyramiden schräg (2008) in Horb am Neckar

## Fotogalerij

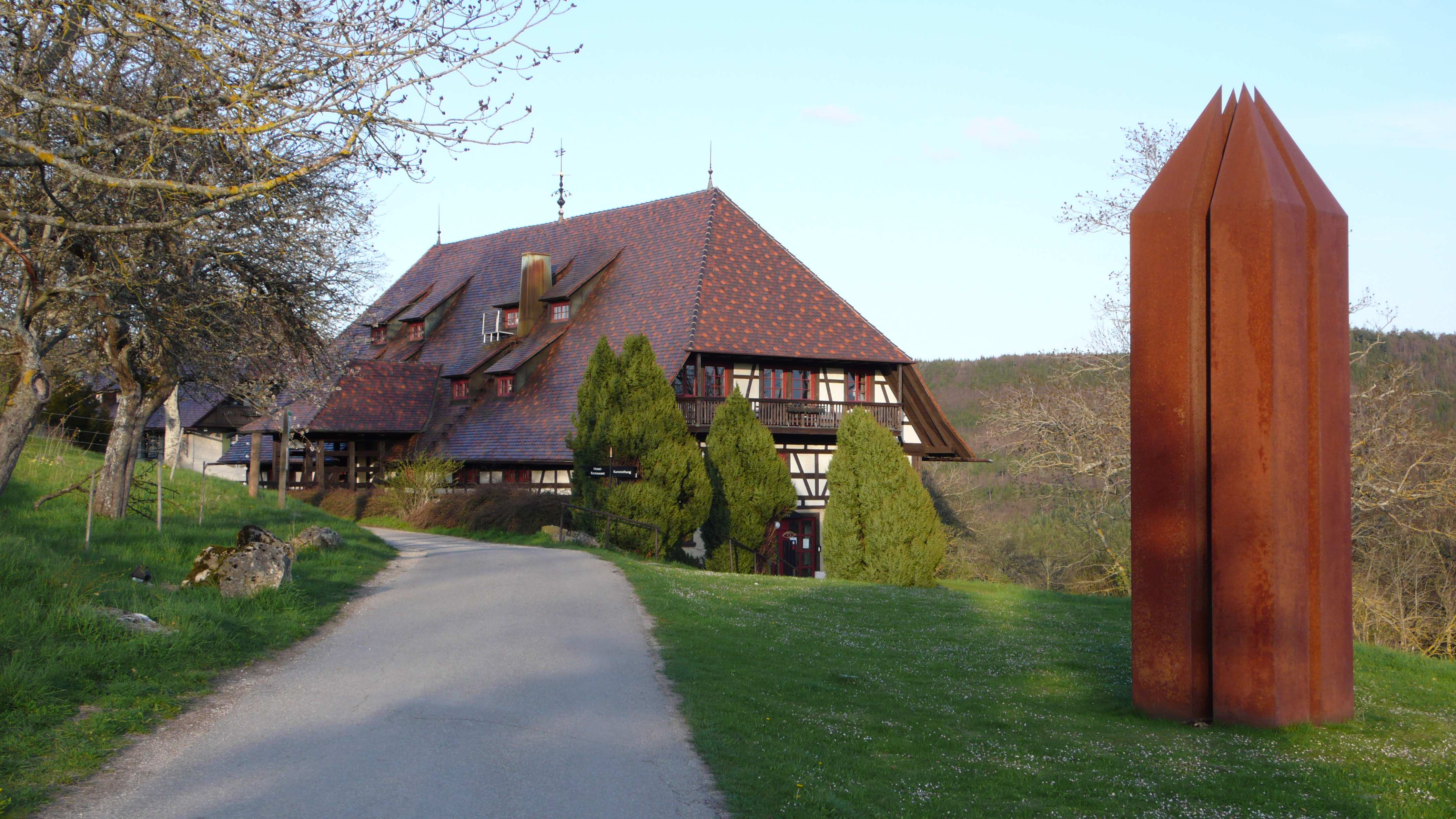
Skulptur, Kunstmuseum Hohenkarpfen
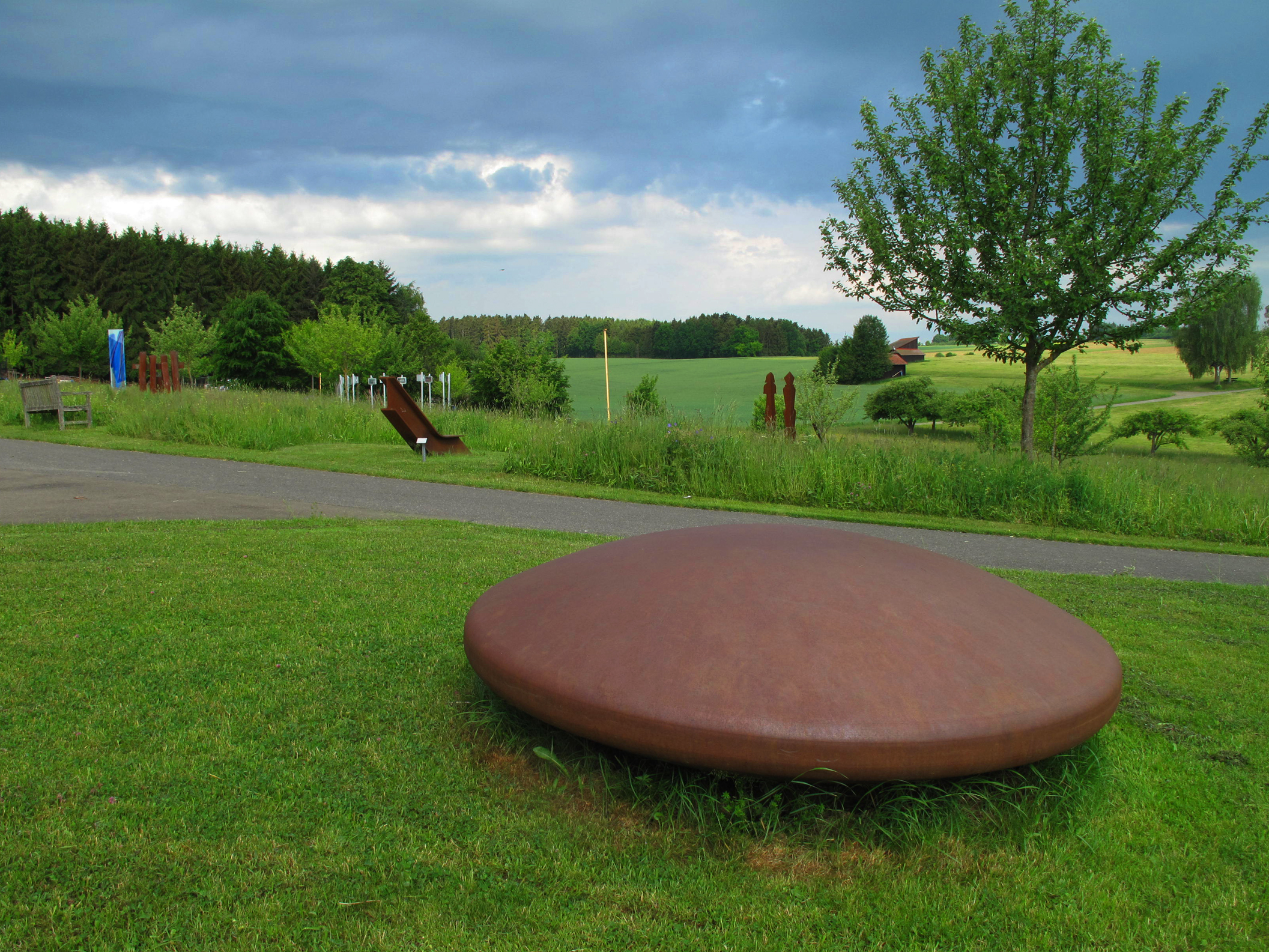
Linse (2002)
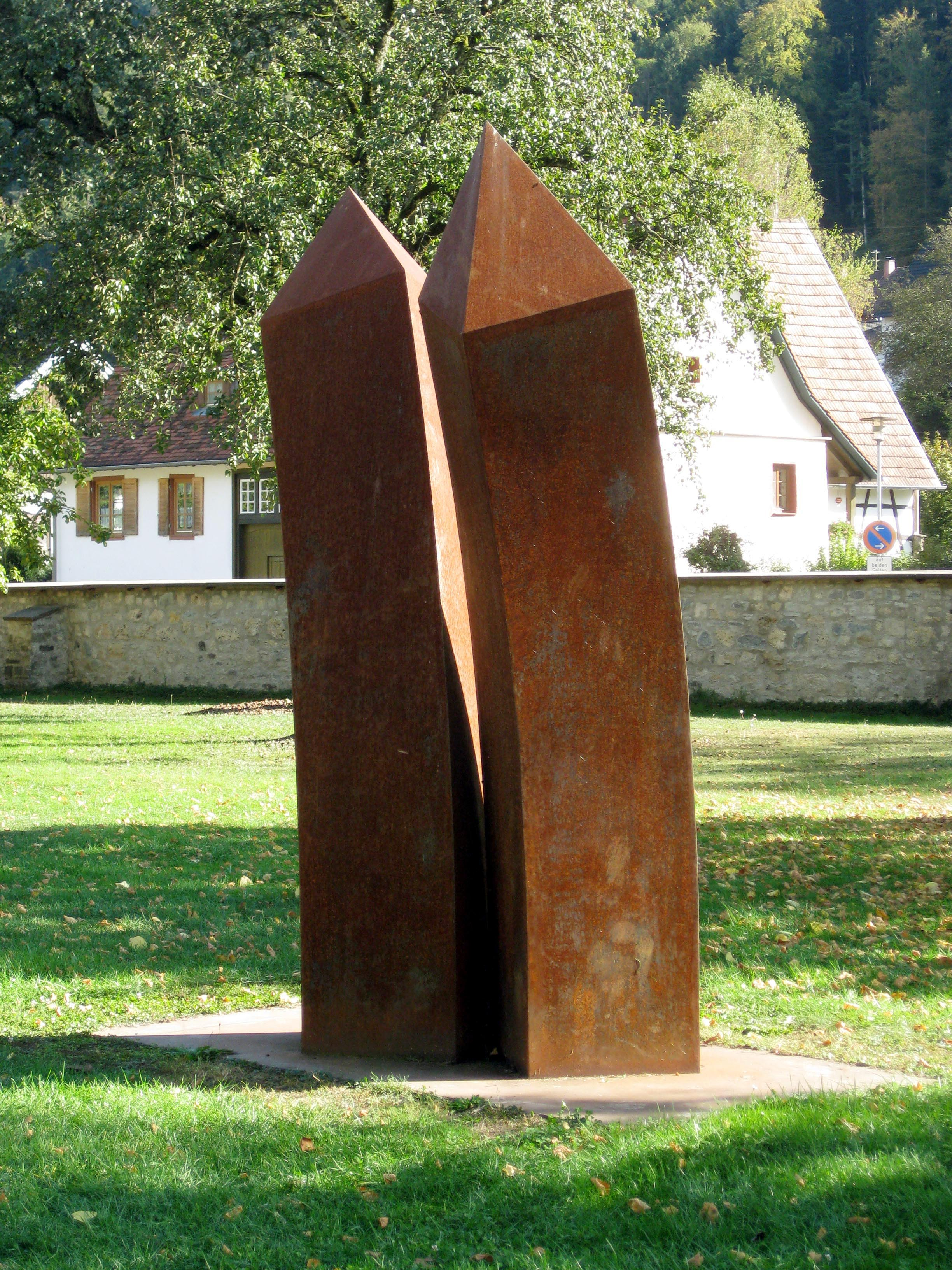
Doppelturm schräg (2005)
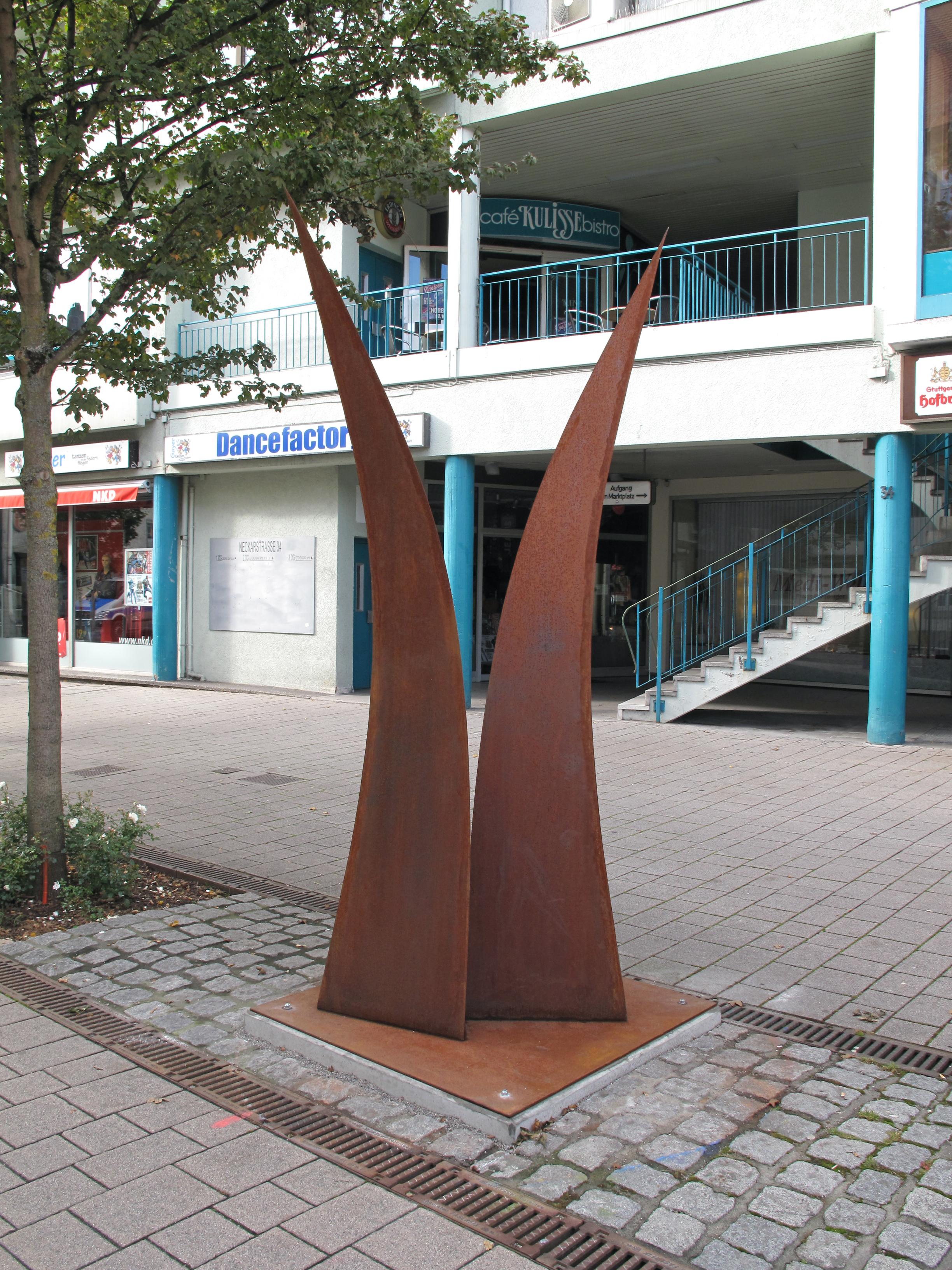
2 Pyramiden schräg (2008)